# Isla Lady Musgrave
La isla Lady Musgrave es un cayo coralino de unas 14 hectáreas en la Gran Barrera de Coral australiana. Es la segunda, en la cadena de islas de la Gran Barrera (la primera es Lady Elliot), y es más fácil de llegar desde la ciudad de 1770, Queensland, situada aproximadamente 5 horas al norte de Brisbane. Lleva el nombre de la esposa de Sir Anthony Musgrave, un gobernador colonial de Queensland.
La isla, y los alrededores son un parque nacional y se puede llegar en barco desde la ciudad de 1770. También forma parte de los cayos Capricornia, un área importante para las aves.